# Yee Herng Hwee
Yee Herng Hwee (chinesisch 怡榮輝 / 怡荣辉, Pinyin Yí Rónghuī; * 21. Juni 1997) ist eine singapurische Tischtennisspielerin. Bei den Commonwealth Meisterschaften 2015 gewann sie mit der Mannschaft Gold sowie eine Bronzemedaille bei der Weltmeisterschaft 2014 und dem World Team Cup 2013.

## Turnierergebnisse
| Verband | Veranstaltung                | Jahr | Ort          | Land | Einzel     | Doppel        | Mixed | Team          | U-21      |
| ------- | ---------------------------- | ---- | ------------ | ---- | ---------- | ------------- | ----- | ------------- | --------- |
| SIN     | Asienmeisterschaft           | 2015 | Pattaya      | THA  | letzte 64  | letzte 32     |       | Viertelfinale |           |
| SIN     | Commonwealth Meisterschaften | 2015 | Surat        | IND  | Qual.      |               |       | 1             |           |
| SIN     | Olympische Jugendspiele      | 2014 | Nanjing      | CHN  | Qual.      |               |       | 17            |           |
| SIN     | World Tour                   | 2017 | Stockholm    | SWE  | Qual.      | letzte 32     |       |               |           |
| SIN     | World Tour                   | 2016 | Linz         | AUT  | Qual.      | letzte 64     |       |               | Qual.     |
| SIN     | World Tour                   | 2016 | Melbourne    | AUS  | Qual.      | letzte 16     |       |               | Qual.     |
| SIN     | World Tour                   | 2015 | Kuweit-Stadt | KUW  | letzte 64  | letzte 16     |       |               | letzte 16 |
| SIN     | World Tour                   | 2014 | Incheon      | KOR  | Qual.      | letzte 16     |       |               | Qual.     |
| SIN     | World Tour                   | 2014 | Sydney       | AUS  | letzte 32  | Viertelfinale |       |               | letzte 16 |
| SIN     | Weltmeisterschaft            | 2017 | Düsseldorf   | GER  | Qual.      |               |       |               |           |
| SIN     | Weltmeisterschaft            | 2016 | Kuala Lumpur | MAS  |            |               |       | Viertelfinale |           |
| SIN     | Weltmeisterschaft            | 2015 | Suzhou       | CHN  | letzte 128 |               |       |               |           |
| SIN     | Weltmeisterschaft            | 2014 | Tokio        | JPN  |            |               |       | 3             |           |
| SIN     | WTC-World Team Cup           | 2018 | London       | ENG  |            |               |       | Viertelfinale |           |
| SIN     | WTC-World Team Cup           | 2013 | Guangzhou    | CHN  |            |               |       | 3             |           |